# Успенский, Константин Андреевич
Константин Андреевич Успенский (1902 год, деревня Данилово, Архангельская губерния, Российская империя — дата и место смерти неизвестны) — советский партийный деятель и историк.

## Биография
Родился в деревне Данилово (Каргопольский район, Архангельская губерния) в 1902 году. В 1919—1924 гг. был учителем в Тихмангской сельской школе. В 1920 г. вступил в комсомол. В 1920—х гг. занимался партийной деятельностью в ВКП(б): с 1923 — кандидат в члены партии, член Уездного комитета ВЛКСМ. В 1924—1926 гг. служил в Красной армии, был инструктором-информатором политотдела в Новгороде. С 1925 г. — член ВКП(б). С 1926 по 1930 г. — на службе в новгородском окружкоме (был информатором, заведующим информационным отделом политотдела, впоследствии — инструктор отдела агитации и пропаганды). 
В 1930—1933 годах проходил обучение в ЛГПИ им. Герцена. В 1934—1937 — аспирант на кафедре истории народов СССР. В 1933—1934 — заместитель директора института по учебной части на вечернем отделении. Также занимал ряд должностей в партийной системе Ленинграда, в частности, был заведующим отделом школ Ленинского райкома. В 1937 году после ареста Арвида Дрезена занял должность декана Исторического факультета ЛГУ. Имел ученую степень кандидата исторических наук и звание доцента (последнее присвоено в 1940 г. Ученым советом ЛГУ). В 1938—1940 преподавал курс «Основы марксизма-ленинизма». В конце 1939 г. из-за продолжающихся в ЛГУ репрессий был вынужден оставить должность декана.
Впоследствии, предположительно, работал в Военной академии тыла и транспорта на кафедре марксизма-ленинизма и политической экономии. Имел воинское звание полковника. Был членом партийных комитетов ЛГУ и ЛГПИ.
Дата и место смерти неизвестны.

## Научная специализация
Специалист в области истории СССР, политической экономии. В центре научных занятий К.А. Успенского находилась история становления советской государственности и политической системы СССР. 
Основные труды:
- Ленинский план приступа к социалистическому строительству. Л., 1957.
- Основное содержание современной эпохи и ее характеристика. Лекции. Л., 1961.